# ملعب سالتو ديل كابايو
ملعب سالتو ديل كابايو هو ملعب متعدد الاستخدامات يقع في طليطلة، قشتالة-لا مانتشا، إسبانيا. يستخدم حاليا لمباريات كرة القدم، وهو الملعب الرئيسي لنادي ديبورتيفو طليطلة.